# 不倫瑞克 (緬因州普查規定居民點)
不倫瑞克（英語：Brunswick）是位於美國緬因州坎伯蘭縣的一個普查規定居民點。

## 人口
根據2020年美國人口普查的數據，不倫瑞克的面積為54.43平方千米，當中陸地面積為50.34平方千米，而水域面積為4.09平方千米。當地共有人口17033人，而人口密度為每平方千米312.93人。